# Karmacode
Albums de Lacuna Coil
Comalies
(2002) Shallow Life
(2009)
Karmacode est le quatrième album studio du groupe italien Lacuna Coil sorti en 2006.L'album a atteint la 28e place au Billboard 200 en avril 2006.
Quatre singles seront tirés de Karmacode:Our Truth, Closer, Within Me et la reprise de Depeche Mode, Enjoy the Silence.

## Liste des titres
- Tous les titres sont composés par Lacuna Coil à l'exception de Enjoy the Silence qui est une composition de Martin L. Gore.

1. Fragile - 4:27
2. To The Edge - 3:23
3. Our Truth - 4:03
4. Within Me - 3:40
5. Devoted - 3:53
6. You Create - 1:32
7. What I See - 3:40
8. Fragments Of Faith - 4:12
9. Closer - 3:02
10. In Visible Light - 4:00
11. The Game - 3:33
12. Without Fear - 4:00
13. Enjoy the Silence (reprise de Depeche Mode) - 4:00

## Musiciens
- Cristina Scabbia : chant féminin.
- Andrea Ferro : chant masculin.
- Marco Coti Zelati : basse, claviers.
- Cristiano Migliore : guitares.
- Marco Biazzi : guitares.
- Cristiano Mozzati : batterie, percussion.

## Musiciens additionnels
- Fabio Rodella : violon.
- Luca Tregattini : violon.
- Luca Difato : viola.
- Alessandro Santaniello : cello.